# ریمون زارپانالیان
ریمون زارپانالیان ( فرانسوی: Raymond Zarpanelian‎؛ ۱۷ مهٔ ۱۹۳۳ – ۲۹ مارس ۲۰۱۱) مربی فوتبال ارمنی‌تبار اهل فرانسه بود.

## مربی‌گری

### باشگاهی
از باشگاه‌هایی که وی در آن مربی‌گری نموده است می‌توان به الانصار لبنان اشاره کرد

### تیم ملی
وی همچنین مربی‌گری تیم ملی فوتبال سیرالئون را انجام داده است.

## زندگی‌نامه
وی در ۱۷ مه ۱۹۳۳ در منطقه ۹ پاریس به دنیا آمد . وی در ۲۹ مارس ۲۰۱۱ در سن ۷۷ سالگی در بیمارستانی در منطقه ۱۴ پاریس به علت بیماری سرطان کلیه درگذشت.